# العلاقات المغربية اليونانية
العلاقات المغربية اليونانية هي العلاقات الثنائية التي تجمع بين المغرب واليونان.

## تاريخ
في 6 يوليوز 2020: عين الملك محمد السادس، سفيراً جديداً في اليونان وهو محمد الصبيحي.

## مقارنة بين البلدين
هذه مقارنة عامة ومرجعية للدولتين:
| وجه المقارنة                                              | المغرب                                 | اليونان                                                                             |
| --------------------------------------------------------- | -------------------------------------- | ----------------------------------------------------------------------------------- |
| المساحة (كم2)                                             | 710.85 ألف                             | 131.96 ألف                                                                          |
| عدد السكان (نسمة)                                         | 36.07 مليون                            | 10.76 مليون                                                                         |
| الكثافة السكانية (ن./كم²)                                 | 50.74                                  | 81.54                                                                               |
| العاصمة                                                   | الرباط                                 | أثينا، نافبليو                                                                      |
| اللغة الرسمية                                             | اللغة العربية، أمازيغية معيارية مغربية | لغة يونانية، اليونانية الديموطيقية ‏                                                 |
| العملة                                                    | درهم مغربي                             | يورو، دراخما، فينيكس يوناني ‏                                                        |
| الناتج المحلي الإجمالي (بليون دولار)                      | 109.14 مليار                           | 200.29 مليار                                                                        |
| الناتج المحلي الإجمالي (تعادل القوة الشرائية) بليون دولار | 274.06 مليار                           | 285.45 مليار                                                                        |
| الناتج المحلي الإجمالي الاسمي للفرد دولار أمريكي          | 2.88 ألف                               | 18.00 ألف                                                                           |
| الناتج المحلي الإجمالي للفرد دولار أمريكي                 | 7.49 ألف                               | 26.85 ألف                                                                           |
| مؤشر التنمية البشرية                                      | 0.628                                  | 0.865                                                                               |
| رمز المكالمات الدولي                                      | +212                                   | +30                                                                                 |
| رمز الإنترنت                                              | .ma                                    | .gr                                                                                 |
| المنطقة الزمنية                                           | ت ع م+01:00                            | توقيت شرق أوروبا، ت ع م+02:00، ت ع م+03:00، توقيت شرق أوروبا الصيفي ‏، أوروبا/أثينا ‏ |

## مدن متوأمة
في ما يلي قائمة باتفاقيات التوأمة بين مدن مغربية ويونانية:
- ترتبط الدار البيضاء مع أثينا باتفاقية توأمة منذ 1986.
- ترتبط الرباط مع أثينا باتفاقية توأمة منذ 1986.

## منظمات دولية مشتركة
يشترك البلدان في عضوية مجموعة من المنظمات الدولية، منها:
| علم المنظمة | اسم المنظمة                               | تاريخ انضمام المغرب | تاريخ انضمام اليونان |
| ----------- | ----------------------------------------- | ------------------- | -------------------- |
|             | مؤسسة التنمية الدولية                     | 29 ديسمبر 1960      | 9 يناير 1962         |
|             | يونسكو                                    | 7 نوفمبر 1956       | 4 نوفمبر 1946        |
|             | وكالة ضمان الاستثمار متعدد الأطراف        | 17 سبتمبر 1992      | 30 أغسطس 1993        |
|             | الأمم المتحدة                             | 12 نوفمبر 1956      | 25 أكتوبر 1945       |
|             | الفريق المعني برصد الأرض                  | ?                   | ?                    |
|             | الاتحاد البريدي العالمي                   | ?                   | ?                    |
|             | البنك الدولي للإنشاء والتعمير             | 25 أبريل 1958       | 27 ديسمبر 1945       |
|             | المنظمة الهيدروغرافية الدولية             | ?                   | ?                    |
|             | الاتحاد الدولي للاتصالات                  | 1 نوفمبر 1956       | 1866                 |
|             | منظمة حظر الأسلحة الكيميائية              | ?                   | ?                    |
|             | مؤسسة التمويل الدولية                     | 30 أغسطس 1962       | 26 سبتمبر 1957       |
|             | المركز الدولي لتسوية المنازعات الاستشارية | 10 يونيو 1967       | 21 مايو 1969         |
|             | منظمة التجارة العالمية                    | 1995                | 1995                 |
|             | منظمة الشرطة الجنائية الدولية             | ?                   | ?                    |

## وصلات خارجية
- موقع وزارة الخارجية المغربية
- موقع وزارة الخارجية اليونانية